# Jiří Bečka
Jiří Bečka (16. října 1915 Praha – 21. prosince 2004 tamtéž) byl český orientalista, spisovatel, a překladatel z perštiny, tádžičtiny a jazyka pašto.

## Životopis
Studoval na gymnáziu v Praze. Ve druhé polovině 30. let podnikl čtyři cesty do islámských zemí Předního východu a Orientu. Dále studoval práva na Univerzitě Karlově v Praze. Pro přerušení, vynuceném uzavřením vysokých škol v době okupace, absolvoval až v roce 1945 (titul JUDr.). Ihned po skončení války s několika přáteli založil časopis Nový Orient. V letech 1947–1952 pracoval na Filozofické fakultě Univerzity Karlovy jako tajemník.
Pokračoval ve studiu orientalistiky na Filosofické fakultě UK. V roce 1954 získal doktorský titul (PhDr.) a v roce 1960 obhájil titul CSc. Od roku 1952 byl vědeckým pracovníkem Orientálního ústavu Československé akademie věd, kde pracoval až do odchodu do důchodu v roce 1976. Redigoval mimo jiné časopis Česko-perské společnosti Bústán.
Zabýval se dějinami perské kultury, perskou, tádžickou a afghánskou filologií a dějinami české a slovenské íránistiky. Je autorem knih, studií a článků o perské a tádžické literatuře, překladatelem z perské, tádžické a afghánské literatury. Na motivy tádžických pohádek napsal knihu Šibal Mušfikí (Praha: Albatros, 1985). Jeho vědecké práce byly překládány do evropských i orientálních jazyků. Orientální ústav Akademie věd České republiky ocenil jeho celoživotní dílo vydáním sborníku Ex Oriente a navržen na udělení ceny Gratias agit za propagaci dobrého jména České republiky v cizině.

## Dílo

### Odborné publikace
- Afghánistán, Praha: NPL, 1965.
- A Study in Pashto Stress, Prague: Academia, 1969.
- Táríhi adabijáti tágíkistán, Přel. z angl. do urdštiny Kabír Ahmad Ğájsí, Dihlí: Anğumani teraqíji urdú, 1977.
- Spisovatel a učenec Sadriddín Ajní, Praha: Academia, 1978.
- Úvod do paštského jazyka, Praha: Academia, 1979.
- Íránský svět v české a slovenské literatuře a vědě: čs. bibliografie íránských lit., Praha: Sdružení českých překladatelů při Českém literárním fondu, 1988
- Adabíját-e fársí dar Tádžíkestán (Perská literatura v Tádžikistánu), Tehrán: Markaz-e motáleát va tahqíqát-e farhanqí-je sejnolmelalí, 1993.
- Iranica bohemica et slovaca: litterae, Praha: Akademie věd České republiky, Orientální ústav, 1996.
- Islám a české země, Votobia, Olomouc 1998.
- Persko-český slovník, sestavil Jiří Bečka; upravil a doplnil redakční kolektiv: Mohammad Hassani, Mehdi Meshkato-Dini, Petr Pelikán, Velvyslanectví Íránské islámské republiky v Praze, 2004.

### Překlady z paštštiny
- Bachtánaj, Abdolláh: Náhoda (Mladá fronta, 291/1984)
- Bétáb, Abolhakk: Zlo poroby (Tvorba, 18/1982)
- Habíb, Asadolláh: Hrobník (Tvorba, 23/982)
- Chalílí, Chalílolláh: Básně (Světová literatura, 5/1979)
- Chušhálchán, Chatak: Mravenec (Nový Orient, 1965)
- Morádí, Káder: Řetězy a háky (Nový Orient, 1997)
- Lájik, Sulajmán: Z tvorby (Světová literatura, 5/1979)
- Misák, Abdolkáder: Zachránil čest domu (Nový Orient, 1980)
- Tarzí, Mahmúd: Mučedníci koloniální zvůle (Bústán, 2000)

### Překlady z perštiny
- Alaví, Bozorg: Pět minut po dvanácté (Nový Orient, 9/1964, příloha)
- Džámí, Abdorrahmán: Sociální utopie z knihy o Alexandrově moudrosti (Nový Orient 1984)
- Hedájat, Sádek: Dášákol (Nový Orient 1961)
- Kárjár /M. Rahímí/: Nápisy na kůži (Nový Orient 1970)
- Láhútí, Abolk: Literární pátky v Kermánšáhu ve druhé polovině 19. století (Nový Orient, 1988)
- Mosleheddín, Sadí: Lítost (Literární noviny, 45/1992)
- Mosleheddín, Sadí: Z moudrostí šírázského šejcha (výbor, Nový Orient 1984)
- Rúmí, Džaláleddín Balchí: Masnaví (přebásnil Josef Hiršal, Praha, Protis 1994
- Vásefí, Zejmoddín: Z podivuhodných příběhů herátského literáta Zejnoddína Vásifího (Nový Orient 1982)
- Zákání, Obejd: Rozmarná vyprávění (anekdotické příběhy, Nový Orient, 1995)
- Zákání, Obejd: Myš a kočka (Světová literatura, 1974)
- Žále, Soltání Esfahání: Čeho se bojím. Kácející se modly. (Světová literatura, 1981)
- Žále, Soltání Esfahání: Kdybych byla malířkou (Lidová demokracie 12.11.1976)
- Žále, Soltání Esfahání: Před třiceti lety (Nový Orient 1991, s. 93)
- Žále, Soltání Esfahání: Za sto let (Rudé právo, 301/1976, příloha)

### Překlady z tádžičtiny
- Ajní, Sadriddín: Lichvářova smrt (Mergi sudchúr; Praha, Svět sovětů 1957)
- Ajní, Sadriddín: Ze vzpomínek Mistra Sadriddína Ajního (Světová literatura, 6/1959)
- Ajubzód, Salím: Spící němý (Nový Orient, 1998)
- Blízko hvězd. Deset tádžických básníků (Praha Československý spisovatel 1985)
- Dehótí, Abdusalóm: Poslední zázrak (Nový Orient, 3/1974, příloha)
- Gulruchsór: Dědictví (Nový Orient 1975)
- Gulruchsór: Dětský pláč (Nový Orient 1982)
- Kanóat, Mumin: Ctiteli tádžického jazyka (Nový Orient 1982)
- Kanóat, Mumin: Oheň lásky (Lidová demokracie 25.5.1979)
- Kanóat, Mumin: Veselá voda (Lidová demokracie 25.5.1979)
- Karómatullóh, Mírzó: Náušnice (Nový Orient, 1997)
- Kuhzód, Urun: Akce (Nový Orient, 1990)
- Kuhzód, Urun: Marné naděje (Rudé právo 18.9.1966, příloha)
- Kuhzód, Urun: Zkazka o velbloudovi (in: Bílá velbloudice, Praha, Lidové nakladatelství 1981)
- Mamúr, Sajidalí: Hvězdářova rozprava (Rudé právo, 30. 9. 1985, příloha)
- Mamúr, Sajidalí: Osamělý strom (Světová literatura, 2/1975)
- Míršakar, Mírsaíd: V Tádžikistánu slavík netluče postaru (Nový Orient, 1973)
- Míršakar, Mírsaíd: Básník ze střechy světa – Mírsaíd Míršakar (Světová literatura, 1984)
- Míršakar, Mírsaíd: Přišel z Pamíru (Sovětská literatura, 7/1982)
- Sóbir, Bózór: Melodie země (Světová literatura, 1986)
- Tursunzóda, Mírzó: Básníku, co hořet je přec víc (Světová literatura, 1975)
- Tursunzóda, Mírzó: Mír s vámi (přebásnil Josef Hiršal, Praha, Lidové nakladatelství 1985)
- Ulughzóda, Sótim: Maminka (100+1 ZZ, 5/1977)
- Ulughzóda, Sótim: Vymodlené dítě (Nový Orient, 1967)
- Ulughzóda, Sótim: Vzpomínka na Sadriddína Ajního (Nový Orient, 1956)